# 宮道悦男
宮道 悦男（みやみち えつお、1893年 - 1992年3月15日）は、日本の薬学者（薬品化学）。学位は薬学博士（東京帝国大学・1931年）。岐阜薬科大学名誉教授、静岡県立大学名誉教授、社団法人日本薬学会名誉会員。
富山薬学専門学校教授、岐阜薬学専門学校校長（第2代）、岐阜薬科大学学長（初代）、静岡県立薬学専門学校校長（初代）、静岡薬科大学学長（初代）、大阪薬科大学学長（第3代）、学校法人大阪薬科大学理事長（第5代）、岐阜女子大学学長（第2代）などを歴任した。

## 概要
薬品化学を専攻する薬学者である。アミノ酸誘導体の研究で知られている。富山薬学専門学校にて教鞭を執るなど、後進の育成に努めた。岐阜薬学専門学校の最後の校長を務め、同校を母体とする岐阜薬科大学でも初代学長に就任するなど、数十年にわたって同校のトップを務め、岐阜県の薬学の振興発展に尽力した。岐阜薬科大学の学長を務めながら静岡県立薬学専門学校の校長や静岡薬科大学の学長を兼任しており、退任後も大阪薬科大学や岐阜女子大学で学長を務めるなど、教育・研究機関の教学面で大きな足跡を残した。また、大阪薬科大学を設置する学校法人の理事長にも就任するなど、教育・研究機関の管理運営面においても力を発揮した。

## 来歴

### 生い立ち
1893年（明治26年）に生まれた。国が設置・運営する東京帝国大学に進学し、医学部の薬学科にて学んだ。1918年（大正7年）、東京帝国大学を卒業した。それに伴い、薬学士の称号を取得した。なお、後年になって「アミノ酸のペプテイド連鎖並に其閉環反應研究補遺」と題した博士論文を執筆しており、東京帝国大学より1931年（昭和6年）3月11日に薬学博士の学位が授与されている。

### 薬学者として

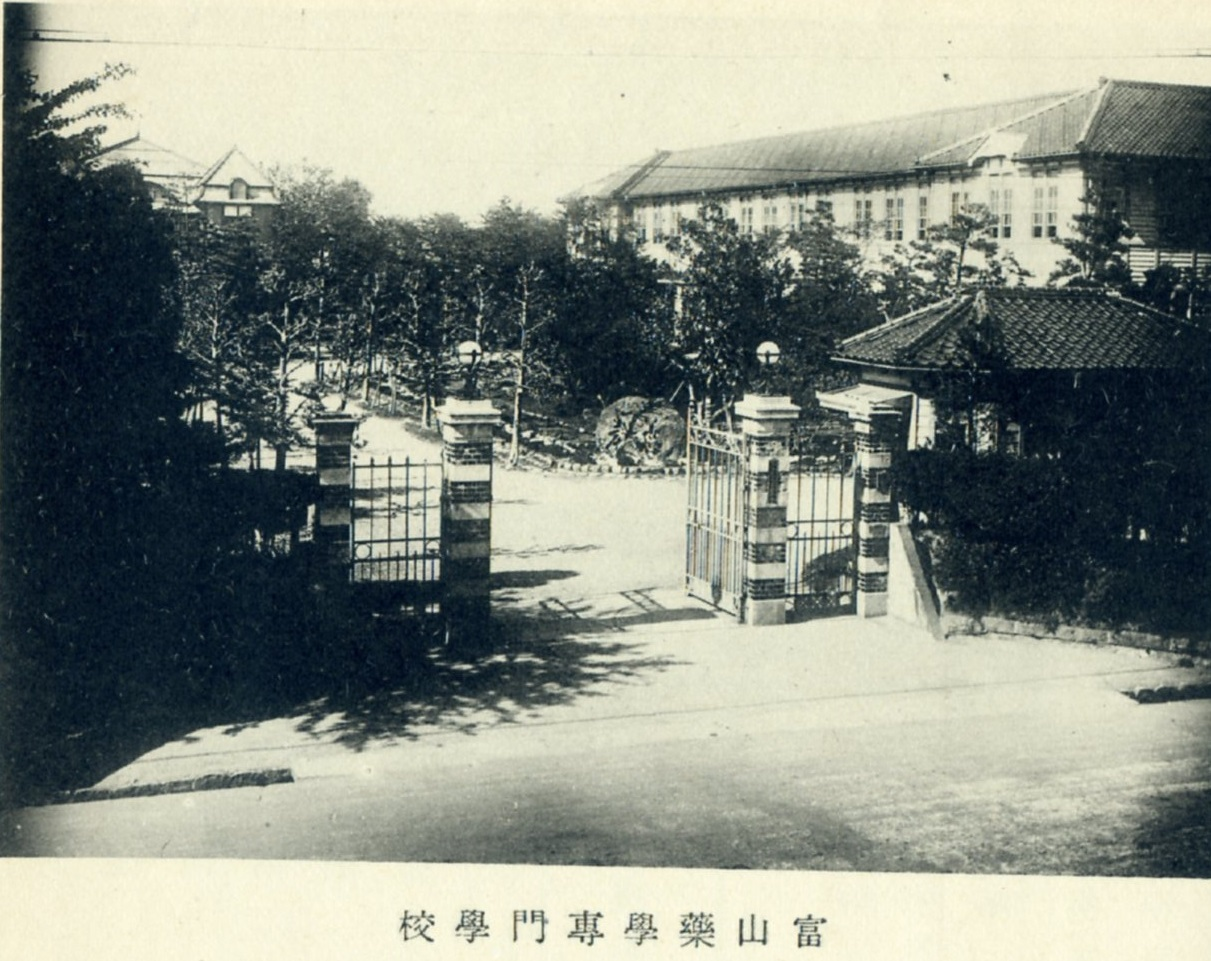
富山薬学専門学校（1939年）

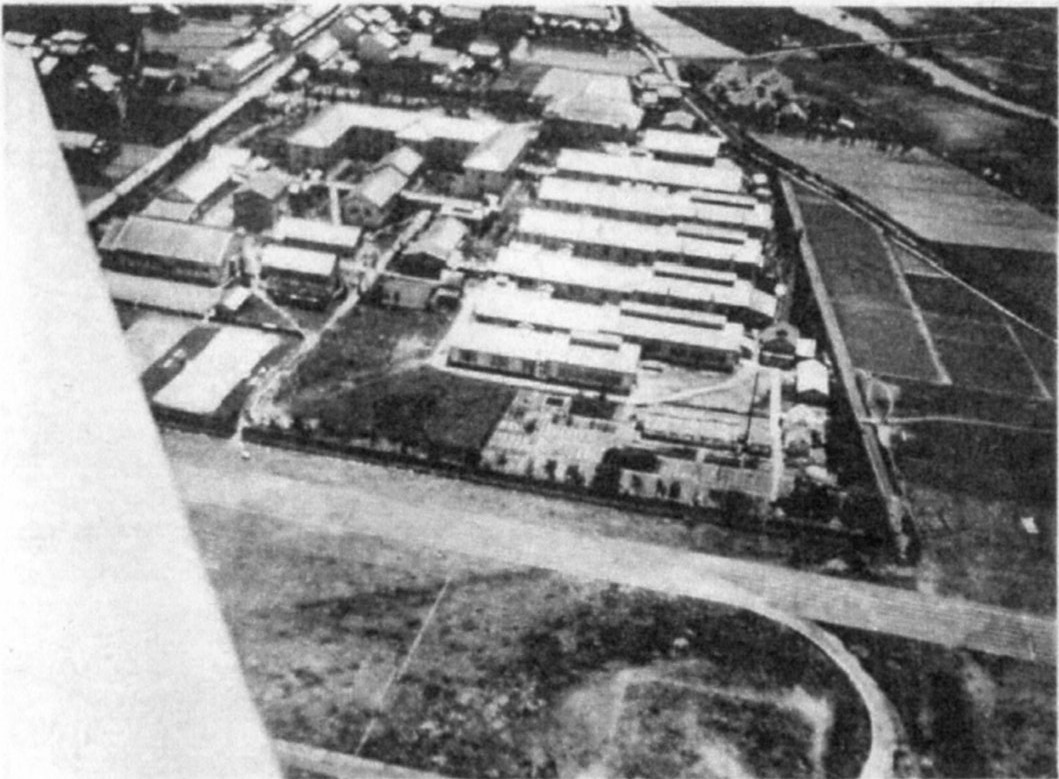
富山薬学専門学校の航空写真（1932年）

大学卒業後は、国が設置・運営する富山薬学専門学校に採用され、教授に就任した。同校においては、無機化学、有機化学、無機薬化学、有機薬化学、無機薬品製造学、生薬学、和漢薬論、薬用植物学、植物分析法、鉱物学、などを講じた。また、生徒主事をはじめ、製薬課の初代課長や、生徒課の第5代課長を務めた。1931年（昭和6年）に薬学博士の学位を取得しているが、当時の薬学専門学校において博士号を持つ教員は大変珍しかった。富山薬学専門学校の源流は1894年（明治26年）に創設された共立富山薬学校にまで遡るが、当然その頃は博士号を持つ教員はおらず、富山県立薬学専門学校に改組されようやく博士号を持つ校長の招聘に成功した。しかし、校長以外の教員については、誰も博士号を所持していない状態が長らく続いていた。同校の教授として博士号を取得したのは、宮道が史上初めてである。その後、上野周ら他の教授も博士号を取得するようになったが、博士号を持つ富山薬学専門学校の教員は「地方における薬専の誇り」と謳われ「地方薬業界にたいしての貢献にも連る」とされた。
なお、一般化学や合成薬化学の研究のため、グレートブリテン及びアイルランド連合王国、ドイツ国、スイス連邦に渡ることになり、1923年（大正12年）12月13日に発令された。のちにアメリカ合衆国も渡航先の一つに追加された。1924年（大正13年）3月17日に出発し、各国の優れた薬学を学び、1926年（大正15年）5月13日に帰国した。当時のヨーロッパでは、グレートブリテン及びアイルランド連合王国の自治領である南アイルランドにより1922年（大正11年）にアイルランド自由国が成立するなど、激動の時代であった。
1936年（昭和11年）9月15日、比良野矯の後任として、岐阜市により設置・運営される岐阜薬学専門学校の校長に就任した。太平洋戦争の戦火の中を生き延び、学校の運営に尽力した。1945年（昭和20年）には2学科制を導入し、1947年（昭和22年）には男女共学化を図るなど、岐阜薬学専門学校の改革を進めた。しかし、戦後の学制改革により日本の教育制度は大幅に変更されることになり、旧制専門学校は廃止されることになった。これを受け、岐阜薬学専門学校は新制大学に移行することになり、岐阜薬科大学として新たなスタートを切ることになった。岐阜薬科大学が設置されると、1949年（昭和24年）3月31日に初代学長に就任した。なお、岐阜薬学専門学校は、在校生が卒業するまでの間は並行して存続したため、宮道もその間は校長を兼任していた。岐阜薬学専門学校の廃止に伴い、1951年（昭和26年）3月31日に校長を退任している。1953年（昭和28年）には修士課程の設置認可を取得し、1965年（昭和40年）には博士課程の設置認可を取得するなど、大学院の充実に力を注いだ。また、学長を務めながら薬学部の教授も兼務しており、1955年（昭和30年）からは薬品化学教室を主宰していた。1966年（昭和41年）3月7日に学長を退任した。後任の学長には嶋野武が就任した。
一方、岐阜薬科大学の学長を務める傍ら、静岡県により設置・運営される静岡県立薬学専門学校の校長も兼任していた。こちらも新制大学に移行させることになり、新たに発足した静岡薬科大学の学長も引き続き兼任していた。岐阜薬科大学の学長を退任すると、今度は大阪薬科大学の学長に選任され、1966年（昭和41年）4月1日に就任した。なお、学長を務めながら、1969年（昭和44年）6月10日からは大阪薬科大学を設置・運営する同名の学校法人の理事長も兼任していた。1970年（昭和45年）12月22日、学長と理事長を同時に退任した。後任の理事長には森下泰が就任し、後任の学長には榎健壽が就任した。その後、杉山女子学園が設置・運営する岐阜女子大学にて学長に就任した。
これまでの功績により、古巣である岐阜薬科大学より名誉教授の称号が贈られている。同様に、静岡薬科大学からも名誉教授の称号が贈られている。のちに静岡女子大学や静岡女子短期大学との統合により静岡県立大学が発足すると、以降は静岡県立大学の名誉教授として遇された。老いてなお意気盛んであり、1992年（平成4年）1月29日には岐阜女子大学の関係者らと歓談し、同年3月12日には岐阜薬科大学の関係者らと歓談していたという。しかし、同年3月15日に99歳で死去した。告別式は、同年3月29日に京都府京都市の上徳寺で営まれた。

## 研究
専門は薬学であり、特に薬品化学といった分野の研究に従事していた。具体的には、アミノ酸誘導体の研究などが知られている。スイス連邦のチューリッヒ大学で研究に従事した際には、パウル・カラーから指導を受けた。日本に帰国後、薬学者の堀幹夫らを育てている。なお、後年になって、堀は宮道と同じく岐阜薬科大学や岐阜女子大学の学長を務めている。これまでの業績に対しては、1964年（昭和39年）4月4日に日本薬学会より功労賞が授与され、同時に田辺賞も贈呈されている。また、日本薬学会の名誉会員の称号が贈られている。
学術団体としては日本薬学会に所属し、評議員や副会頭を経て、1958年（昭和33年）4月1日から1959年（昭和34年）3月3日にかけて会頭を務めた。

## 人物
教学
太平洋戦争の敗色濃い1945年（昭和20年）春においても、岐阜薬学専門学校の入学式の式辞にて「諸君は寸刻を惜しんで勉学されたり」と奮起を促したという。この挨拶は、当時新入生だった薬学者の堀幹夫に強い印象を与えている。また、岐阜薬学専門学校における宮道の講義について、堀は「植物成分の名講義」と評している。
医薬分業
日本における医薬分業を積極的に推進したことで知られている。日本薬剤師会の分業実施対策本部では本部長に就任し、1966年（昭和41年）6月14日から同年6月15日にかけての合同会議にて「医師会と連携して分業達成の目標を3年とし、受け入れ体制を整備する」とぶち上げた。

## 門下生
- 堀幹夫[19]

## 略歴
- 1893年 - 誕生[3]。
- 1918年 - 東京帝国大学医学部卒業[2]。
- 1936年 - 岐阜薬学専門学校校長[2][14]。
- 1949年 - 岐阜薬科大学学長[2][14]。
- 1952年 - 静岡県立薬学専門学校校長。
- 1953年 - 静岡薬科大学学長。
- 1954年 - 静薬同窓会会長[23][24]。
- 1958年 - 日本薬学会会頭[21]。
- 1966年 - 大阪薬科大学学長[17]。
- 1969年 - 大阪薬科大学理事長[17]。
- 1992年 - 死去[17][19]。

## 賞歴
- 1964年 - 日本薬学会功労賞[20]。
- 1964年 - 田辺賞[20]。

## 著作

### 単著
- 宮道悦男著『植物成分研究法』2版、南山堂書店、1935年。全国書誌番号:47001736
- 宮道悦男著『合成薬化学』金原書店、1941年。全国書誌番号:46037252
- 宮道悦男著『植物成分研究法』3版、科学書院、1941年。全国書誌番号:46038909
- 宮道悦男著『植物成分研究法』訂5版、南山堂、1949年。全国書誌番号:49013178
- 宮道悦男著『薬学史鈔』廣川書店、1973年。NCID BN09163622
- 宮道悦男著『来た道への郷愁――薬史メモ帖』宮道悦男先生出版記念会、1973年。NCID BN10664341

### 共著
- 宮道悦男・中沢浩一共著『有機合成化学――理論実験』上巻、広川書店、1949年。全国書誌番号:50003986
- 宮道悦男・中沢浩一共著『有機合成化学――理論実験』下巻、広川書店、1951年。全国書誌番号:51002105
- 宮道悦男・嶋野武共著『動植物成分』訂正増補版、共立出版、1952年。全国書誌番号:52006438
- 宮道悦男・中沢浩一共著『有機化合物実験法集成――反応別』広川書店、1959年。全国書誌番号:59003073
- 宮道悦男・松浦信・伊藤一男著『最新植物成分研究法』改稿版、広川書店、1962年。全国書誌番号:62005062

### 編纂
- 宮道悦男編著『最新植物成分研究法』修正4版、廣川書店、1970年。NCID BN15942725
- 宮道悦男編著『最新植物成分研究法』修正5版、廣川書店、1971年。NCID BB21597161

### 寄稿、分担執筆、等
- 富山薬学専門学校編『富山薬学専門学校彙報』1輯、富山薬学専門学校、1931年。全国書誌番号:46066971
- 富山薬学専門学校編『富山薬学専門学校彙報』2輯、富山薬学専門学校、1931年。全国書誌番号:46066971
- 中川淳編集『公立大学協会十五年のあゆみ』公立大学協会事務局、1966年。全国書誌番号:71012233

### 註釈
1. ↑  東京帝国大学は、1947年に東京大学に改組された。
2. ↑  東京大学医学部薬学科は、医学部から分離され、1958年に薬学部が設置された。
3. ↑  薬学士の称号は、1991年7月1日以降の学士（薬学）の学位に相当する。
4. ↑  薬学博士の学位は、1991年7月1日以降の博士（薬学）の学位に相当する。
5. ↑  富山薬学専門学校は、富山高等学校、高岡工業専門学校、富山師範学校、富山青年師範学校と統合され、1949年に富山大学が設置された。
6. ↑  グレートブリテン及びアイルランド連合王国は、1927年にグレートブリテン及び北部アイルランド連合王国となった。
7. ↑  ドイツ国は、1945年に廃止された。
8. ↑  アイルランド自由国は、1937年にアイルランドとなった。
9. ↑  岐阜薬学専門学校は、1949年に岐阜薬科大学に改組された。
10. ↑  静岡県立薬学専門学校は、1953年に静岡薬科大学に改組された。
11. ↑  静岡薬科大学は、静岡女子大学、静岡女子短期大学と統合され、1987年に静岡県立大学が設置された。
12. ↑  大阪薬科大学は、大阪医科大学と統合され、2021年に大阪医科薬科大学が設置された。
13. ↑  学校法人大阪薬科大学は、学校法人大阪医科大学と統合され、2016年に学校法人大阪医科薬科大学が設置された。
14. ↑  学校法人杉山女子学園は、2016年に学校法人華陽学園に改組された。

## 関連人物
- パウル・カラー
- 森下泰